# Wincenta (gromada)
Wincenta – dawna gromada, czyli najmniejsza jednostka podziału terytorialnego Polskiej Rzeczypospolitej Ludowej w latach 1954–1972.
Gromady, z gromadzkimi radami narodowymi (GRN) jako organami władzy najniższego stopnia na wsi, funkcjonowały od reformy reorganizującej administrację wiejską przeprowadzonej jesienią 1954 do momentu ich zniesienia z dniem 1 stycznia 1973, tym samym wypierając organizację gminną w latach 1954–1972.
Gromadę Dobrylas z siedzibą GRN w Wincencie utworzono – jako jedną z 8759 gromad – w powiecie kolneńskim w woj. białostockim, na mocy uchwały nr 17/V WRN w Białymstoku z dnia 4 października 1954. W skład jednostki weszły obszary dotychczasowych gromad Wincenta i Rupin ze zniesionej gminy Czerwone oraz obszary dotychczasowych gromad Bialiki i Wykowo ze zniesionej gminy Lachowo w tymże powiecie. Dla gromady ustalono 11 członków gromadzkiej rady narodowej.
31 grudnia 1959 gromadę Wincenta zniesiono, włączając jej obszar do gromady Czerwone.